# 28 décembre 1943
Le mardi 28 décembre 1943 est le 362e jour de l'année 1943.

## Naissances
- Billy Chapin (mort le 2 décembre 2016), acteur américain
- David Peterson, homme politique canadien, 20e premier ministre de l'Ontario
- Juan Luis Cipriani Thorne, prélat catholique
- Lawrence Rabiner, ingénieur américain
- Richard Whiteley (mort le 26 juin 2005), présentateur de télévision britannique
- Roger Pfund, peintre, graphiste et designer de nationalités suisse et française

## Décès
- Joseph Davidovitch (né le 5 février 1906), militant communiste polonais
- Léopold Leau (né le 6 avril 1868), mathématicien et linguiste français
- Otmar Schissel von Fleschenberg (né le 8 août 1884), philologue autrichien